# Fusil à platines
Un fusil à platines est une arme de chasse à un coup par canon qui porte sur des plaques de métal amovibles et planes son propre mécanisme de percussion. À chaque canon correspond un mécanisme et un seul, totalement indépendant de l’autre. Pour des raisons pratiques, ces plaques, que l’on appelle corps de platine, sont placées sur les côtés de la bascule.
Désormais toutes les pièces nécessaires à la percussion sont positionnées sur un seul et même côté du corps de platine, ce qui n’était pas le cas autrefois avec les platines à la Miquelet, à la Chenapan ou à silex qui, il est vrai, possédaient un chien extérieur.
Le côté des platines comportant le mécanisme de percussion est enchâssé dans le bois de la crosse et dans les flancs de la bascule de façon quasi hermétique aux agressions climatiques. Les seules pièces mécaniques visibles sont les axes et vis de fixation de toutes les pièces constituant la platine, qui en parsèment de petites taches rondes de même diamètre la surface lisse. Une surface lisse lorsque l’arme est dite « en blanc », c’est-à-dire lorsqu’elle n’est ni trempée, ni bronzée, ni gravée. lorsque toutes les pièces sont fixées sur le corps de platine, l’ensemble prend alors le nom de platine.

## Le principe
Le mécanisme de percussion étant logé sur une pièce de métal amovible (par deux vis, ou sans outil grâce à la clé de démontage intégrée inventée par Holland & Holland) il est possible à un armurier compétent de régler parfaitement le fonctionnement de chaque platine. C’est ce qui explique que le poids des départs (la douceur et la netteté de la pression devant être exercée sur la queue de détente) est en règle générale meilleur sur un fusil à platines que sur un fusil Anson & Deeley dont la mécanique est plus “rustique”. Pour ce dernier les éléments de percussion se retrouvent logés à l’intérieur de la bascule et sont inaccessibles sans démontage complet de l’arme et dépose de la crosse.
Les platines comportent en général 8 ou 9 pièces : le ressort de chien, celui de la gâchette et celui de la gâchette de sécurité, les deux gâchettes, le chien, la bride qui unit tous ces éléments et qui est la seule pièce fixe de l’ensemble mécanique, le corps de platines et une pièce minuscule la chaînette qui réunit le chien à son ressort en démultipliant la force de ce dernier lors de la percussion.

Le fonctionnement est simple : le ressort de chien tire ou pousse le chien vers le percuteur (selon son positionnement) tandis que la gâchette, elle-même maintenue en place par la force de son ressort, bloque le chien en position armée. Une seconde gâchette dite de sécurité arrête le chien dans sa course si la gâchette principale venait à être libérée involontairement. Pour tirer, une simple pression sur la queue de détente efface les deux gâchettes et libère le chien qui va aussitôt frapper le percuteur.

## De nombreuses platines
En règle générale les armuriers distinguent deux types de platines, les platines à ressort de chien placé à l’avant, qui équipent les fusils à canons juxtaposés et celles dont le ressort de chien est placé à l’arrière, des mécaniques que l’on retrouve sur les carabines double express et aussi sur les fusils à canons superposés. Si les platines à ressort arrière sont très semblables il existe une variété incroyable de mécaniques à ressort avant pour les juxtaposés. On doit ces systèmes à des armuriers comme Holland & Holland, Purdey, Scott (platine Boss), Baker (platine Churchill) et toutes reprennent ces neuf même pièces dans des combinaisons et positionnement différents.

## Histoire
Les platines que nous connaissons aujourd’hui et qui équipent les fusils Holland & Holland, Purdey, Boss, Churchill, Westley-Richards, Granger, Piotti, Beretta, sont les descendantes des platines à silex qui possédaient peu ou prou le même nombre de pièces et un fonctionnement similaire. avant elles se sont succédé les platines à mèche, premières véritables armes à feu dotée d’un mécanisme, les platines à rouet puis de façon quasi concomitante les platines à la Miquelet et à la Chenapan.

Jusqu’en 1875 les fusils à platines étaient la norme, il n’existait pas d’autre système, quelques exceptions mises à part comme les fusils Pauly etc. En 1875, Anson et Deeley ont inventé un mécanisme simplifié aussitôt commercialisé par Westley-Richards. Plus simple à fabriquer, plus économique, meilleur très souvent que les mauvaises platines, la mécanique Anson & Deeley va peu à peu supplanter le fusil à platines chez la majorité des fabricants. Dès lors le fusil à platines va devenir l’exception, l’exceptionnel. Une arme de grand luxe, de prix et de grande beauté. La référence technique et esthétique pour de nombreux amateurs d’armes de chasse. 
La gâchette de fusil (le détonateur) : inventée le 3 mai 1897 par Edward R. Lewis